# Mamini
Mamini est une ville située au centre de la Côte d'Ivoire et appartenant au département de Bouaké, dans la Région de la Vallée du Bandama. La localité de Mamini est un chef-lieu de commune et de sous-préfecture .
Depuis décembre 2017, la petite sous-préfecture a été dotée d'électricité. Cette infrastructure fait partie d'un nombre multiple d'équipements sociaux espérés depuis. Les populations attendent de tout leur vœu la construction et l'ouverture effective des bureaux du sous-préfet, le collège, le profilage de la route.... Entre autres infrastructures déjà acquises, on note le dispensaire rural, la maternité et l'école primaire ouverte depuis 1966.